# Les Périls de l'ignorance
Pour plus de détails, voir Fiche technique et Distribution.
Les Périls de l'ignorance (titre original : Sheltered Daughters) est un film muet américain réalisé par Edward Dillon et sorti en 1921.

## Fiche technique
- Titre original : Sheltered Daughters
- Réalisation : Edward Dillon
- Scénario :  Clara Beranger, d'après la pièce une histoire de George Bronson Howard
- Société de production et distribution : Realart Pictures Corporation
- Photographie : George Folsey
- Durée : 50 minutes
- Dates de sortie : 
  - États-Unis : mai 1921
  - France : 11 janvier 1924

## Distribution
- Justine Johnstone : Jenny Dark
- Riley Hatch : Jim Dark, le père de Jenny
- Warner Baxter : Pep Mullins
- Charles Girard : le français Pete
- Helen Ray : Adele
- Edna Holland : Sonia
- James Laffey : Cleghorn
- Jimmie Lapsley : Pinky Porter
- Dan E. Charles : le furet

## Conservation
Aucune copie de Sheltered Daughters n'ayant été trouvée dans aucune archive cinématographique, ce film est considéré comme perdu,.